# Jestice
Jestice este o comună slovacă, aflată în districtul Rimavská Sobota din regiunea Banská Bystrica, pe malul râului Mačací potok⁠(d). Localitatea se află la altitudinea de 206 m deasupra n.m., se întinde pe o suprafață de 7,55 km2 și în 2017 număra 150 de locuitori.

## Istoric
Localitatea Jestice este atestată documentar din 1333.

## Demografie
| An:                | 1994 | 2004    | 2014    | 2024   |
| ------------------ | ---- | ------- | ------- | ------ |
| Număr de persoane: | 199  | 174     | 155     | 151    |
| Diferență:         |      | −12,56% | −10,91% | −2,58% |

| An:                | 2023 | 2024   |
| ------------------ | ---- | ------ |
| Număr de persoane: | 155  | 151    |
| Diferență:         |      | −2,58% |